# Judith Merkle Riley
Judith Merkle Riley, nacida Judith Astria Merkle Riley, (Brunswick, Maine, 14 de enero de 1942 - Claremont, California, 12 de septiembre de 2010) fue una profesora universitaria estadounidense que escribió seis novelas románticas de ambientación histórica, que han sido traducidas entre otros idiomas a español.

## Biografía
Judith Astria Merkle nació en Brunswick, de pequeña se trasladó a Livermore, California. Su bisabuelo era suizo, y emigró a Estados Unidos en 1860. Su tío abuelo era Fred Merkle, un famoso jugador de béisbol. Su padre, Theodore Charles Merkle fue controlador del Proyecto Pluto. Su hermano Ralph Merkle es profesor tecnológico en un colegio informático.
Merkle obtuvo su doctorado en Filosofía en Berkeley, Universidad de California. Impartió clases de Ciencias Políticas en el Claremont McKenna College de Claremont, California. Entre 1988 y 1999, escribió seis novelas románticas de ambientación histórica.
Merkle estaba casada y tuvo dos hijos.
Falleció el 12 de septiembre de cáncer de ovario en su casa de Claremont.

## Obras publicadas

### Mundo medieval de Margaret de Ashbury
- A Vision of Light, 1988 (Una mujer en la tormenta)
- In Pursuit of the Green Lion, 1990 (En busca del león verde)
- The Water-Devil, 1992 (El diablo de agua)

### Novelas independientes
- The Oracle Glass, 1994 (El oráculo de cristal)
- The Serpent Garden, 1996 (El jardín de la serpiente)
- The Master of All Desires, 1999 (El don de los deseos)